# Фатима аль-Маасума
Фатима бинт Муса аль-Казим, известная также как Фатима аль-Маасума и Фатима аль-Кубра (790, Медина — 817) — дочь седьмого имама шиитов-имамитов Мусы аль-Казима. В настоящее время почитается мусульманами-шиитами как святая; её гробница в священном шиитском городе Кум (Иран) является местом для паломничества.
Помимо титула «аль-Маасума» («Непорочная»), ей также принадлежали имена Каримат Ахл аль-Бейт, Тахира, Хамида, Барра, Рашида, Такийя, Накийя, Радийя, Марзийя, Сайида, Ухт ар-Рида.
Ввиду того, что имам Али ар-Рида дал своей сестре Фатиме титул «аль-Маасума», шиитские богословы спорят о том, обладала ли она статусом непорочности, подобно пророку Мухаммаду, Фатиме Захре и двенадцати шиитским имамам. Наиболее распространён взгляд, что данный статус указывал на её чистоту от греха, при том, что она не была застрахована от ошибок. Косвенными доводами в пользу этой теологической позиции служат тот факт, что в шиизме паломничество к этому мавзолею аль-Маасумы приравнивается к посещению могилы Фатимы Захры.

## Биография
Согласно шиитским хадисам, рождение Фатимы аль-Маасумы было предсказано её дедом, имамом Джафаром ас-Садиком, за 45 лет до её появления на свет. Помимо Фатимы, у имама аль-Казима было тридцать семь детей: девятнадцать сыновей и восемнадцать дочерей. Современный учёный Алламе шейх Мухаммад Таки Тустари отметил, впрочем, что по своему статусу и познаниям никто из других детей имама Мусы аль-Казима не мог сравниться с Фатимой аль-Маасумой.
Историки сходятся в том, что она родилась в Медине, однако спорят относительно даты рождения.
Существует две версии: в соответствии с первой, Фатима аль-Маасума появилась на свет в 789 году, а вторая гласит, что это произошло на 10 лет позже — в 799 году. Однако шиитские богословы считают второе предположение неправдоподобным, поскольку отец Фатимы, имам Муса аль-Казим, умер как раз в 799, до этого проведя в багдадской тюрьме. Кроме того, известно, что у имама аль-Казима помимо аль-Маасумы было ещё трое дочерей по имени Фатима: Фатима аль-Вуста, Фатима ас-Сугра и Фатима аль-Ухра.
Что касается первой версии, то её поддерживают аятолла шейх Али Намази, мулла Мухсин Файд аль-Кашани, алламе Бахрани, доктор Мухаммад Хади Амини, Ахмад-заде и другие авторитетные передатчики хадисов и историки.
У биографов нет разногласий относительно года смерти Фатимы аль-Маасумы (816), однако в различных источниках указаны разные данные касательно дня её кончины. Предположительно она умерла 10 или 11 раби ас-сани, либо 8 шаабана. Поэтому три дня — 10, 11 и 12 раби ас-сани — считаются траурными, в шиитских мечетях и хусейниях в эти дни проводятся поминальные мероприятия.
Фатима аль-Маасума была сестрой восьмого имама Али ар-Риды не только по отцу, но и по матери. Она фигурирует в исторических источниках под несколькими именами, самое известное из которых — Наджма Хатун (а также Туктам, Умм аль-банин, Тахира).
Наджма Хатун была рабыней из Северной Африки, купленной госпожой Хамидой — матерью имама аль-Казима. Войдя в дом имама аль-Казима, она стала ученицей Хамиды и достигла высокого уровня познаний в религии. Согласно шиитским источникам, Хамиде во сне пришло указание, что Муса аль-Казим должен жениться на Наджме Хатун. В браке Мусы и Наджмы Хатун родилось двое детей: имам Али ар-Рида и спустя 25 лет после этого — Фатима аль-Маасума.
Согласно шиитским источникам, Фатима аль-Маасума никогда не была замужем и умерла девственницей. Причина безбрачия Фатимы аль-Маасумы неизвестна. Шиитские богословы выделяют две возможные причины безбрачия Фатимы аль-Маасумы:
1. Отсутствие подходящей кандидатуры жениха, который соответствовал бы ей по уровню религиозности, нравственности и интеллектуального развития;
2. Недоверие ко многим из людей, что не позволяло подпустить кого бы то ни было настолько близко к Ахл аль-Бейт, чтобы этот человек вошёл в ближайшее окружение имама ар-Риды и его семью.

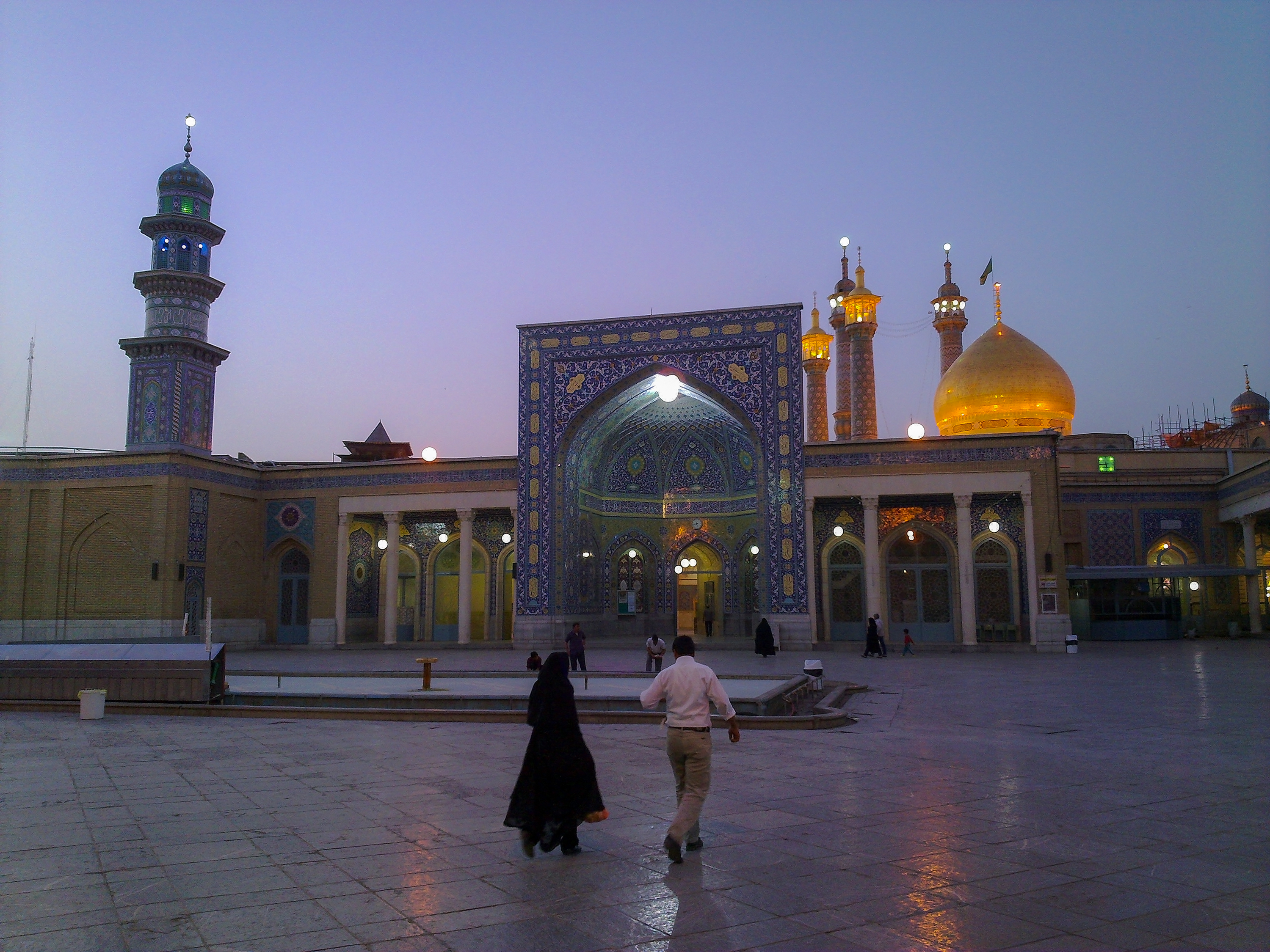

Муса аль-Казим и Али ар-Рида пользовались у Фатимы аль-Маасумы непревзойдённым авторитетом и оказали сильное влияние на неё. В связи с этим Фатима тяжело переживала арест своего отца, имама аль-Казима, в 795 году, в результате чего он был доставлен из Медины в Багдад, где умер в 799 году. После ареста отца, имам Али ар-Рида возложил на себя попечительство над Фатимой и всеми жёнами и дочерьми имама аль-Казима. Фатима и Али были неразлучны вплоть до 815 года, пока халиф аль-Мамун не вызвал имама ар-Риду в провинцию Хорасан.

## Путешествие в Хорасан
В 815 году аббасидский халиф аль-Мамун вызвал имама ар-Риду в провинцию Хорасан. Убив и свергнув с престола своего брата аль-Амина, аль-Мамун решил таким образом приобрести симпатии со стороны шиитов.
Разлука с братом очень опечалила Фатиму, и спустя год после расставания она решила воссоединиться с братом. Хорасан в тот период стал точкой притяжения для множества шиитов в связи с пребыванием там имама Али ар-Риды.
Отправившись из Медины в Хорасан в 816 году, Фатима аль-Маасума желала вновь быть рядом с братом, чтобы помогать ему в деле распространения шиитского ислама, особенно среди женщин. Историки сообщают, что имам ар-Рида послал ей специальное письмо с приглашением (по некоторым данным, он отправил аналогичные письма другим членам своей семьи). После этого около 12000 шиитов направились в Хорасан. Караван возглавлял сын имама аль-Казима, Ибрахим.
По другой версии в Хорасан отправились два отдельных каравана. Один караван, численностью 12000 человек, возглавлял сын имама аль-Казима, Ахмад. Караван, в котором была Фатима аль-Маасума, состоял из 23 человек, а его предводителем был другой сын имама аль-Казима, Харун.
В книге «Кийам-е Садат-е Алави» говорится, что рядом с городом Саве (примерно в 60 км от Кума), караван Харуна был атакован люди аль-Мамуна. По некоторым данным, все 23 человека, сопровождавшие аль-Маасуму, были убиты. Фатима аль-Маасума была отравлена одной из вражеских женщин, подмешавшей яд в её еду, и тяжело заболела. По её просьбе её перевезли в Кум, который в те времена уже стал крупным шиитским центром.

Алламе Маджлиси отмечает: 
Согласно самому точному хадису, когда семье Саада Ашари – самой влиятельной шиитской семье в Куме в то время – стало известно, что госпожа Фатима аль-Маасума (мир ей) находилась в Саве и что она была больна, все они направились в Саву, чтобы пригласить её в Кум. Особенно выдающимся членом этой семьи был Муса ибн Хазрадж ибн Саад Ашари – сподвижник имама ар-Риды. Когда он достиг места, где находилась госпожа Фатима аль-Маасума, он взял поводья её верблюда и отвёз её в Кум, в свой собственный дом. Там она провела последние (16 или 17) дней своей жизни.
Сегодня этот дом носит название «Бейт ан-Нур» («Обитель Света»), в нём осталось нетронутым то место, где Фатима аль-Маасума читала намаз в последние дни своей жизни. Также там располагается школа под названием Мадресе-е Ситтийе.
Фатима аль-Маасума скончалась и была похоронена в Куме.

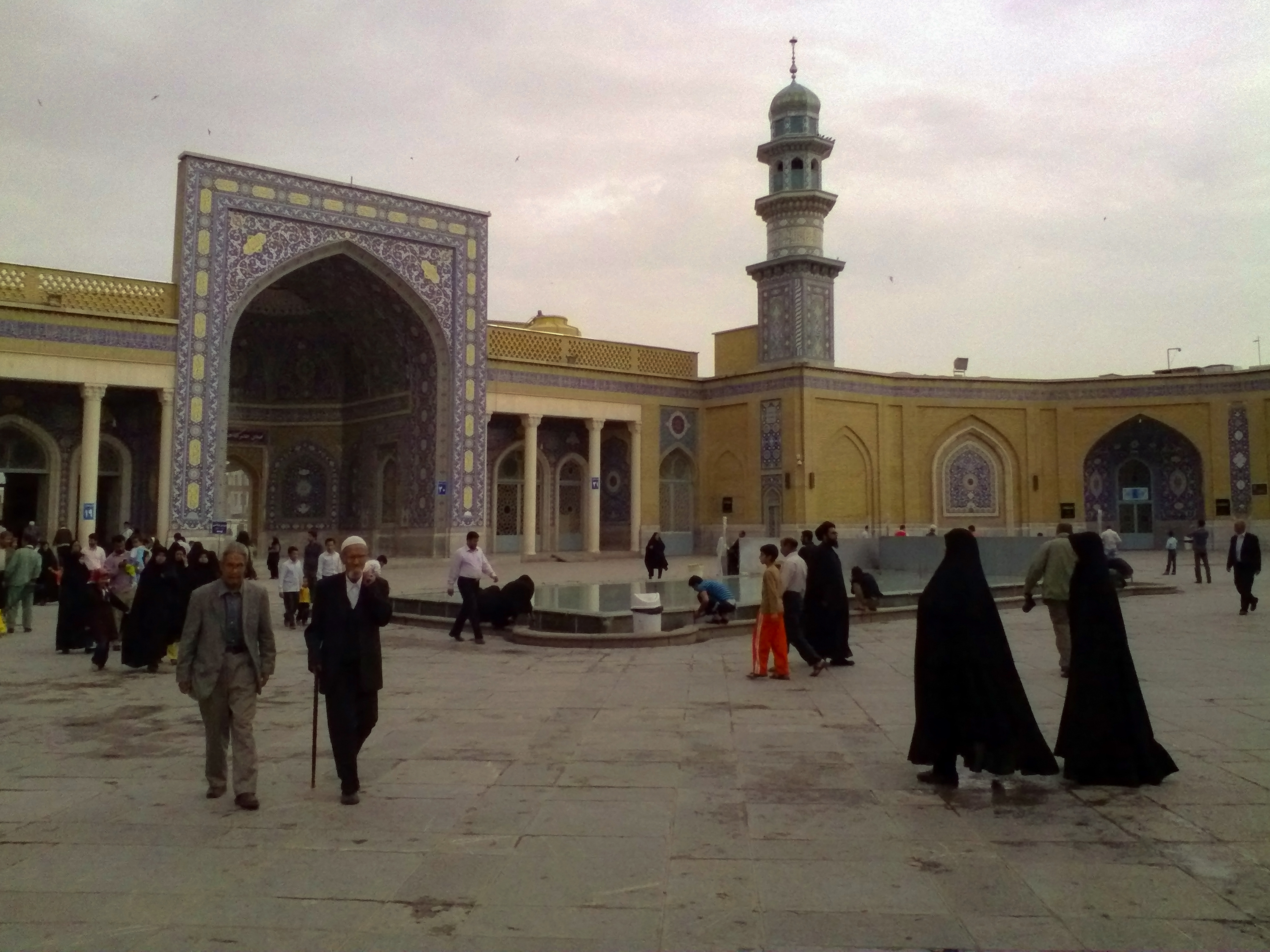

О судьбе второго каравана, сообщается, что он был атакован войском аль-Мамуна, поблизости от Шираза. Многие члены этого каравана были убиты, некоторые спаслись бегством. Могилы убитых Саййида Исхака, Саййида Абу Риды, Саййида Али Асгара и других членов семьи Али ар-Риды сегодня служат местом паломничества шиитов.

## Похороны
В то время место, где похоронили Фатиму аль-Маасуму, было известно как Бабелан. Это была пустынная, не обжитая земля, принадлежавшая Мусе ибн Хазраджу, который дал добро на захоронение Фатимы в этом месте. Согласно преданиям, похоронить её должен был человек по имени Кадир, набожный старик из числа Ахл аль-Бейт, однако внезапно появились двое всадников в масках, прочитали погребальный джаназа-намаз над телом аль-Маасумы и похоронили её. Мусульмане-шииты убеждены в том, что это был сам имам ар-Риза и его сын, девятый имам шиитов Мухаммад ат-Таки.
В дальнейшем рядом с Фатимой аль-Маасумой была похоронена Умм Мухаммад, внучка имама Мухаммада ат-Таки аль-Джавада, а также Маймуна, сестра Умм Мухаммад, и Бурайхия, внучка имама аль-Джавада по линии его сына Мусы.
Шейх Аббас Куми упоминает также о том, что в этом месте похоронены ещё несколько праведных женщин: Зайнаб, дочь имама ат-Таки, Умм Исхак, невольница Мухаммада ибн Мусы Мубарки, и Умм Хабиб, рабыня Мухаммада ибн Ахмада ибн Мусы Мубарки.

Над гробницей Фатимы аль-Маасумы был возведён мавзолей, представляющий собой один из шедевров иранской архитектуры. Его строительство началось в период правления династии Сефевидов — в частности, во времена шахов Исмаила Хатаи, Тахмаспа и Аббаса I Великого. Впоследствии мавзолей дважды перестраивался и расширялся — в эпоху Каджаров и после Исламской революции (1979 г.).

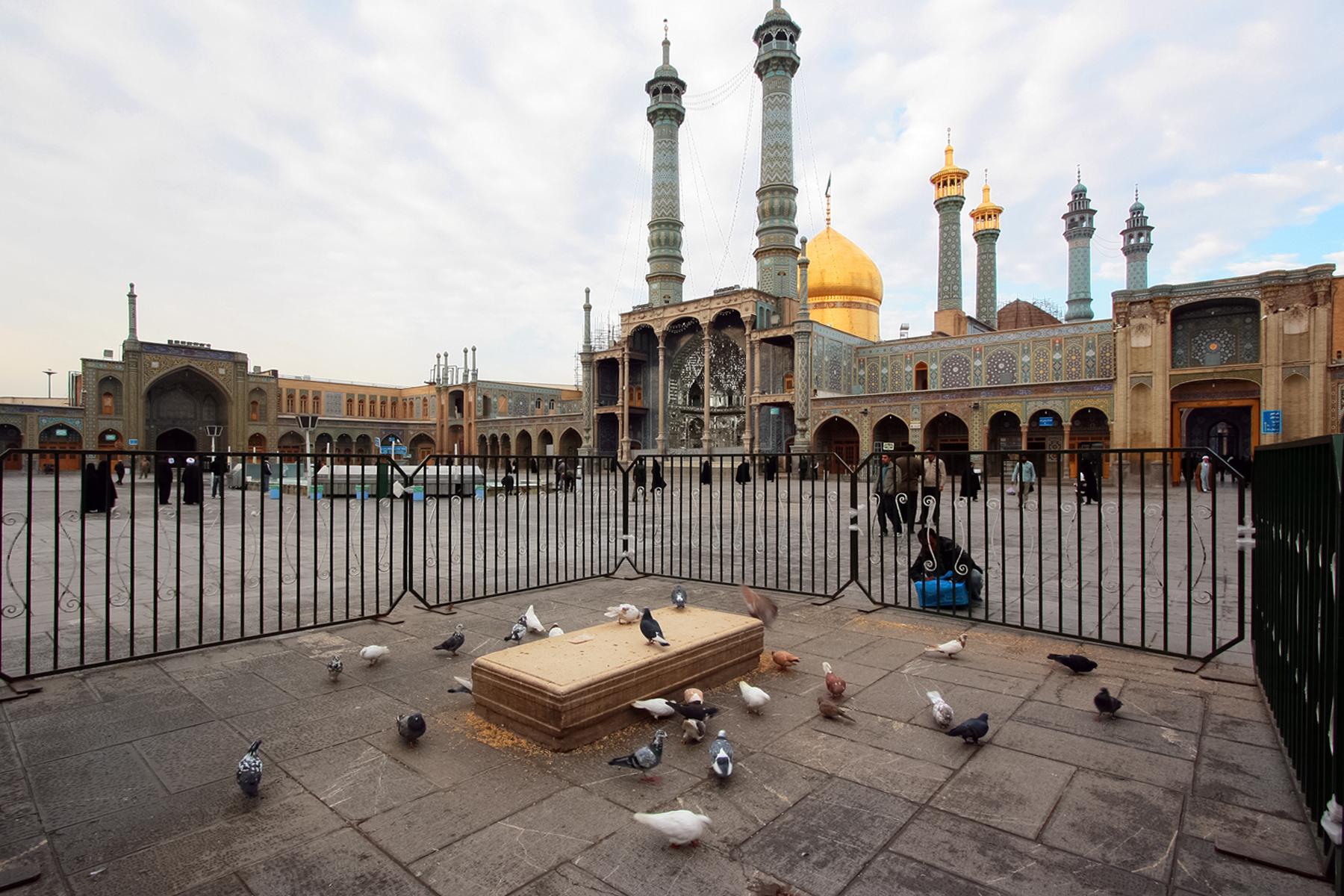
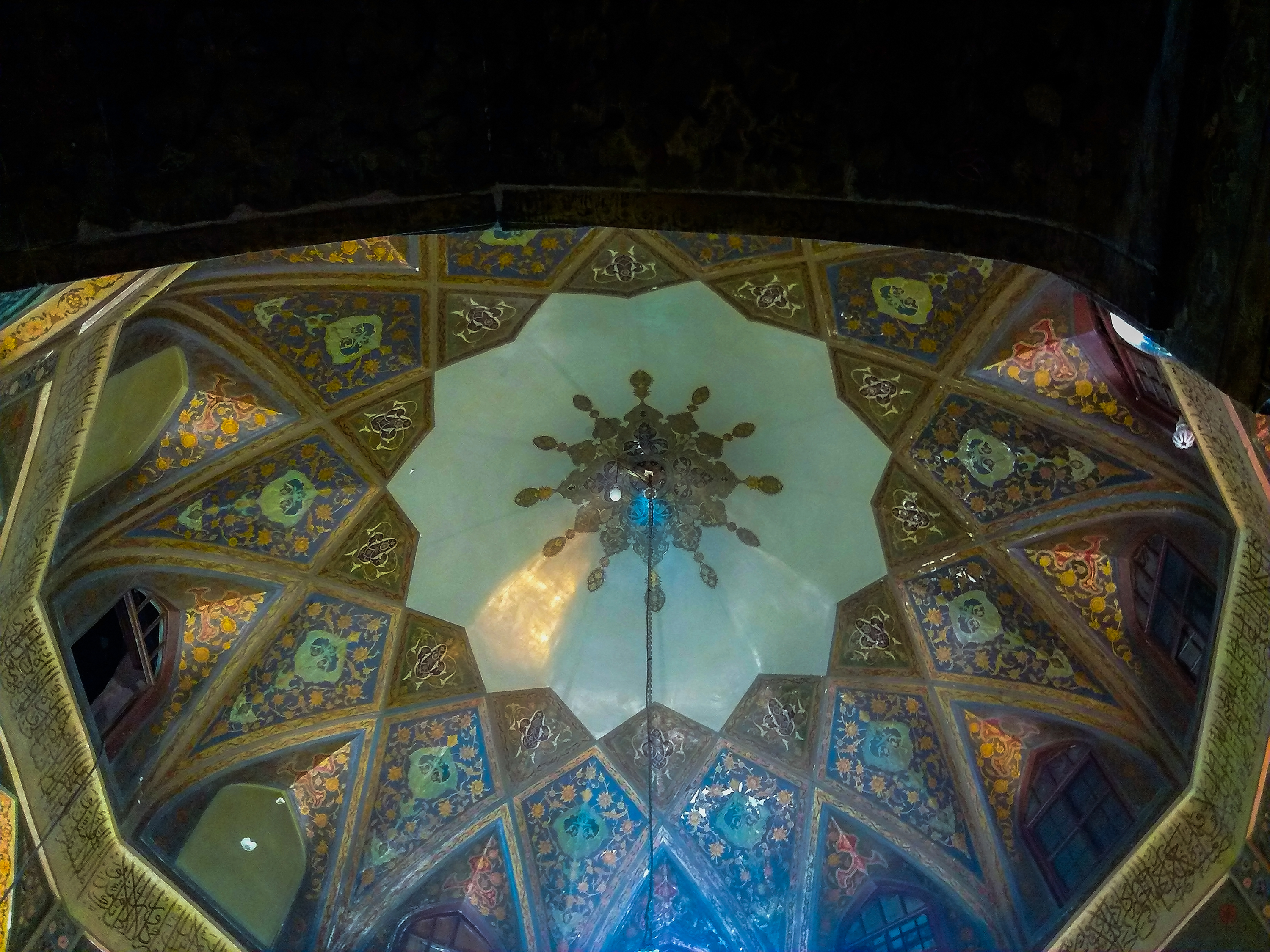
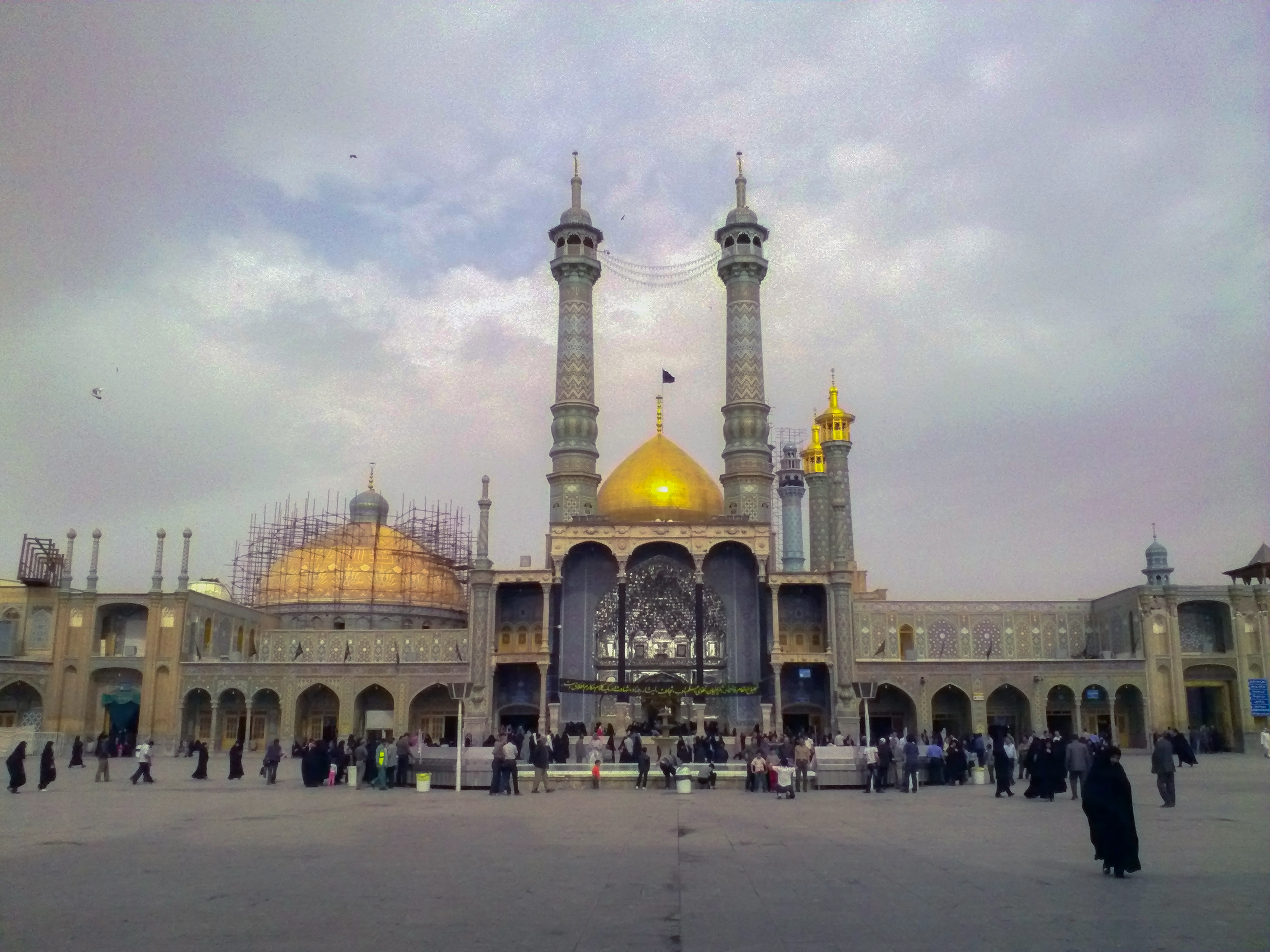
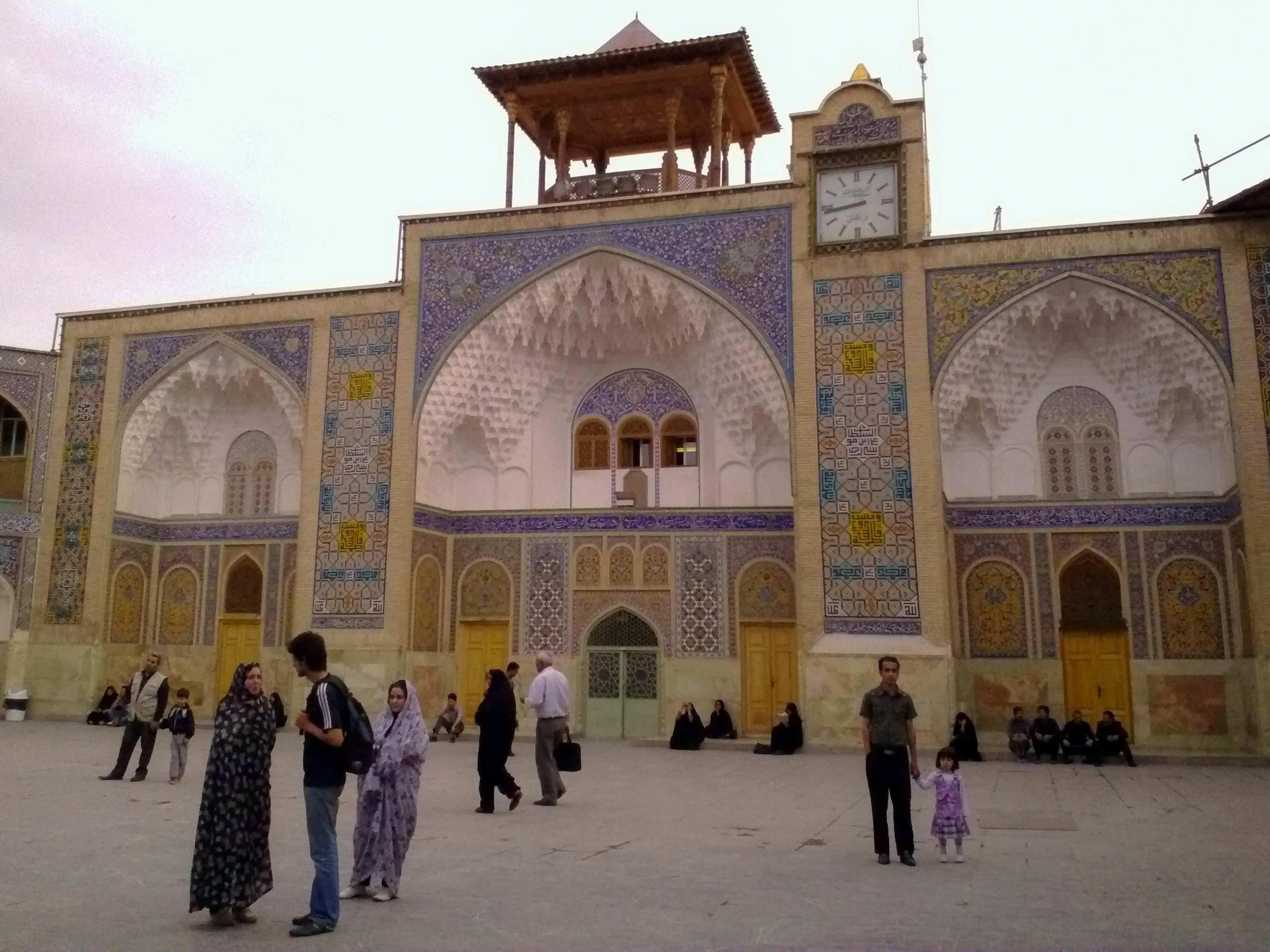
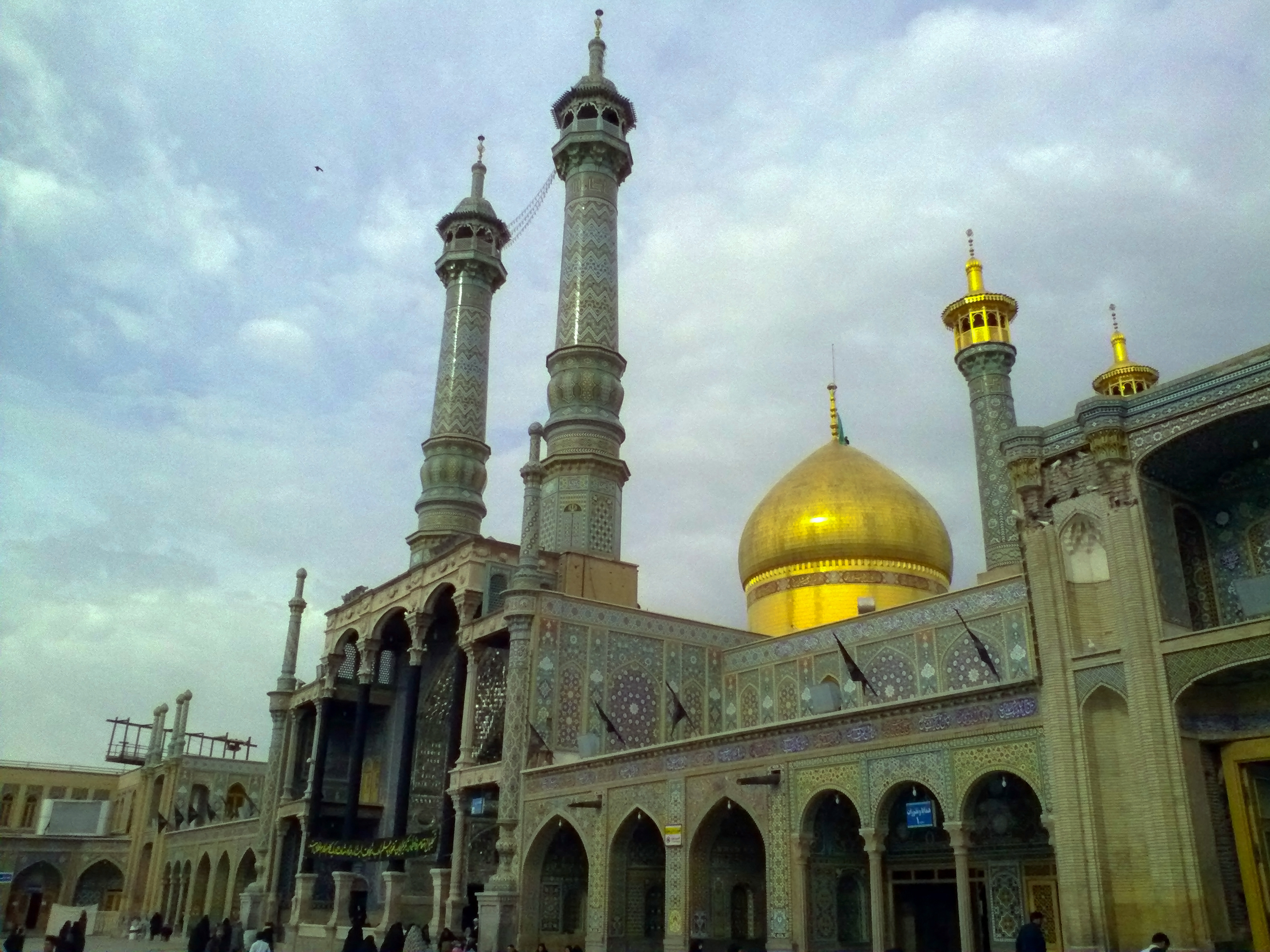
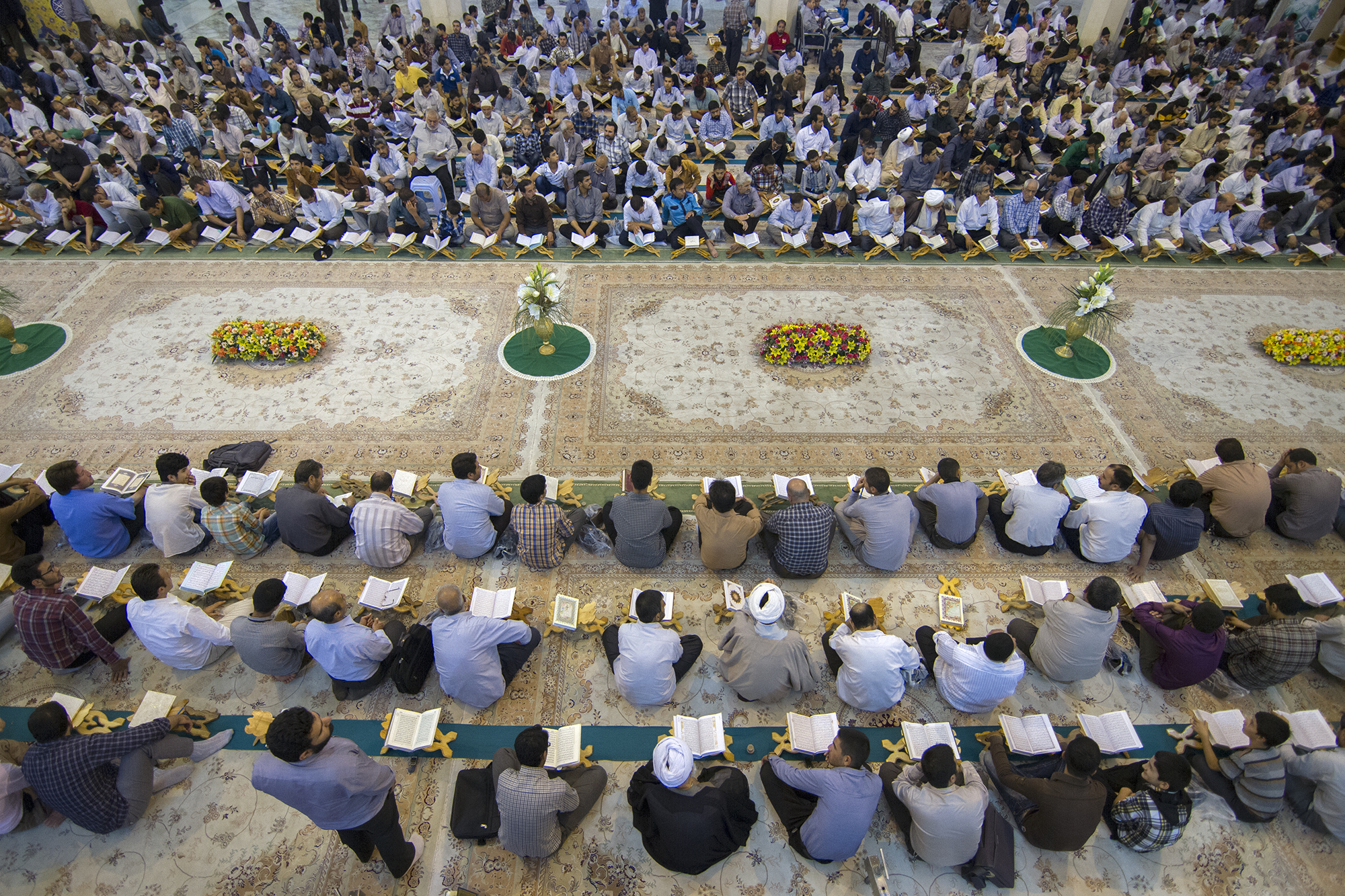
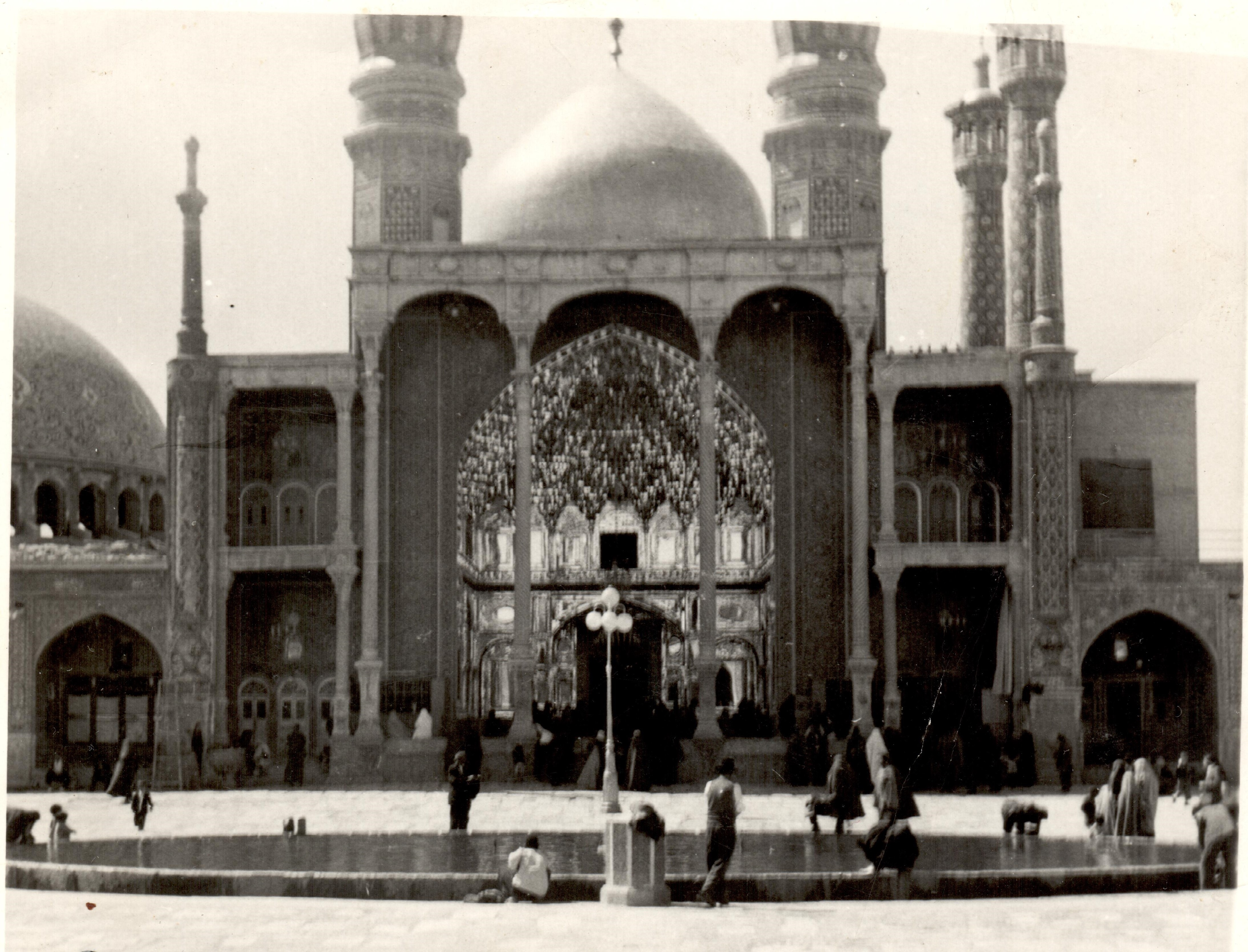
Мавзолей Фатимы Масуме (1955)

## Богословская деятельность
Фатима аль-Маасума получила прекрасное обучение и в возрасте шести лет уже была способна отвечать на вопросы людей касательно нюансов шиитского богословия и права.
Фатима аль-Маасума обладала глубокими познаниями в области различных исламских наук и этики (ахлак) Ахл аль-Бейт. В шиизме она считается одной из самых надёжных передатчиц хадисов. Из дошедших до нас хадисов, переданных через неё, — хадис Гадир; хадис Манзилат; хадис, описывающий нюансы мираджа пророка Мухаммада; хадис о рождении имама Хусейна, где говорится о его «непорочности» и др.